# Didn't We Almost Have It All
"Didn't We Almost Have It All" là đĩa đơn thứ hai của ca sĩ người Mỹ Whitney Houston trích từ album thứ hai của cô Whitney. Bài hát được sáng tác bởi Michael Masser và Will Jennings và được phát hành vào tháng 8 năm 1987. Nó từng nhận được một đề cử giải Grammy cho Bài hát của năm. Ban đầu, "For the Love of You" được lên kế hoạch sẽ là đĩa đơn thứ hai từ Whitney, nhưng hãng đĩa chủ quản của nữ ca sĩ là Arista Records quyết định phát hành "Didn't We Almost Have It All".
Đĩa đơn đã đạt vị trí số một trên bảng xếp hạng Billboard Hot 100 ngay cả khi không có một video chính thức nào cho nó. Thay vào đó, một màn trình diễn trực tiếp bài hát đã được quay trong chuyến lưu diễn thành công của Houston Moment of Truth World Tour (1987-1988), và phát trên MTV, VH1, và BET để quảng bá cho "Didn't We Almost Have It All". Màn trình diễn diễn ra vào ngày 2 tháng 9 năm 1987 trong buổi diễn của cô tại Saratoga Springs, New York. Nó cũng được phát trên truyền hình cùng với tiết mục "I Wanna Dance with Somebody (Who Loves Me)" tại MTV Video Music Awards 1987 vào ngày 11 tháng 9. Bài hát đã được suy đoán là nói về mối quan hệ của Houston với ngôi sao NFL lúc đó Randall Cunningham.

## Danh sách bài hát
- Đĩa 7" tại Mỹ

1. "Didn't We Almost Have It All" – 4:56
2. "Shock Me" (hợp tác với Jermaine Jackson)– 5:05

- Đĩa 7" tại Anh quốc

1. "Didn't We Almost Have It All" (remix chỉnh sửa) – 4:20
2. "For the Love of You" – 4:32

- Đĩa CD Maxi tại Anh quốc

1. "Didn't We Almost Have It All" – 5:05
2. "I Wanna Dance With Somebody (Who Loves Me)" (a cappella mix) – 6:28
3. "Shock Me" (Bonus Cut) – 5:03

- Đĩa 7" tại châu Úc

1. "Didn't We Almost Have It All" (remix chỉnh sửa) – 3:59
2. "Shock Me" – 5:05

- Đĩa 12" Maxi tại Tây Ban Nha

1. "Didn't We Almost Have It All" – 5:05
2. "I Wanna Dance With Somebody (Who Loves Me)" (a cappella Mix) – 5:18
3. "Shock Me" (Bonus Cut) – 5:03

- "Shock Me" là một bản song ca với Jermaine Jackson, và được liệt kê như là một bonus track. Sáng tác bởi Andrew Goldmark và Bruce Roberts. Sản xuất bởi Michael Omartian.

## Xếp hạng
| Bảng xếp hạng (1987)                            | Vị trí cao nhất |
| ----------------------------------------------- | --------------- |
| Bỉ (Ultratop 50 Flanders)                       | 16              |
| Canada (RPM 100 Singles)                        | 2               |
| Trường songid là BẮT BUỘC CHO BẢNG XẾP HẠNG ĐỨC | 20              |
| Ireland (IRMA)                                  | 4               |
| Hà Lan (Single Top 100)                         | 17              |
| New Zealand (Recorded Music NZ)                 | 49              |
| Spain (AFYVE)                                   | 12              |
| Thụy Sĩ (Schweizer Hitparade)                   | 18              |
| U.K (UK Singles Chart)                          | 14              |
| Hoa Kỳ Billboard Hot 100                        | 1               |
| Hoa Kỳ Adult Contemporary (Billboard)           | 1               |
| Hoa Kỳ Hot R&B/Hip-Hop Songs (Billboard)        | 2               |
| Bảng xếp hạng (2012)                            | Vị trí cao nhất |
| South Korea International Singles (Gaon)        | 124             |

| Bảng xếp hạng (1987)           | Vị trí |
| ------------------------------ | ------ |
| Canadian Singles Chart         | 44     |
| U.S Billboard Hot 100          | 22     |
| U.S Adult Contemporary Singles | 7      |
| U.S Black Singles              | 38     |